# Kijak
Kijak – dzielnica Wielunia obejmująca ulice: Kijak, Joanny Żubr, Graniczną i przyległe.
Na Kijaku znajduje się nieczynny od 1939 roku cmentarz żydowski, który podczas II wojny światowej był miejscem straceń Polaków i Żydów.